# Partito Patriottico Nazional-Democratico «Auyl»
Il Partito Patriottico Nazional-Democratico «Auyl» (in kazako «Ауыл» халықтық-демократиялық патриоттық партиясы?; in russo Народно-демократическая патриотическая партия «Ауыл»?) è un partito politico kazako di orientamento socialdemocratico fondato nel 2015 a seguito della confluenza di due distinti soggetti politici:.
- il Partito Socialdemocratico Kazako «Auyl» (Қазақстан социал-демократиялық «Ауыл» партиясы), fondato nel 2002;
- il Partito dei Patrioti del Kazakistan (Қазақстан патриоттар партиясы), fondato nel 2000.

## Risultati
| Elezione                                        | Voti                                    | %                                       | Seggi                                   |
| Partito Socialdemocratico Kazako «Auyl»         | Partito Socialdemocratico Kazako «Auyl» | Partito Socialdemocratico Kazako «Auyl» | Partito Socialdemocratico Kazako «Auyl» |
| ----------------------------------------------- | --------------------------------------- | --------------------------------------- | --------------------------------------- |
| Parlamentari 2004                               | 82.523                                  | 1,73                                    | 0 / 77                                  |
| Parlamentari 2007                               | 89.855                                  | 1,51                                    | 0 / 98                                  |
| Parlamentari 2012                               | 82.623                                  | 1,19                                    | 0 / 98                                  |
| Partito Patriottico Nazional-Democratico «Auyl» |                                         |                                         |                                         |
| Parlamentari 2016                               | 151.285                                 | 2,01                                    | 0 / 98                                  |
| Parlamentari 2021                               | 383.023                                 | 5,29                                    | 0 / 98                                  |

| Elezione           | Candidato            | Voti    | %    | Esito         |
| ------------------ | -------------------- | ------- | ---- | ------------- |
| Presidenziali 2019 | Toleutay Rakhimbekov | 280.451 | 3,04 | ❌ Non eletto |